# Olivares de Duero (kommun)
Olivares de Duero är en kommun i Spanien.   Den ligger i provinsen Provincia de Valladolid och regionen Kastilien och Leon, i den centrala delen av landet, 150 km norr om huvudstaden Madrid. Antalet invånare är 325.